# Living on Velvet
Living on Velvet ist ein US-amerikanischer Spielfilm aus dem Jahr 1935 von Frank Borzage mit Kay Francis in der Hauptrolle.

## Handlung
Amy ist eine junge, reiche Frau, die nach der großen Liebe sucht. Eines Tages lernt sie auf einer Party Terrence Parker kennen. Er ist nach außen ein charmanter Mann, doch hat er ein dunkles Geheimnis. Bei einem von ihm verursachten Flugzeugabsturz kamen seine Eltern und seine Schwester ums Leben. Amy und Terry heiraten und leben anfangs recht glücklich, doch bald treiben die Schuldgefühle Terrence immer weiter in die emotionale Isolation. Erst ein schwer Autounfall, den Terrence nur durch Glück überlebt, zeigt ihm, dass er die Vergangenheit ruhen lassen muss, und er findet endlich Glück und Zufriedenheit bei Amy.

## Hintergrund
Kay Francis war 1932 von Paramount zu Warner Brothers gekommen und innerhalb weniger Jahre zum größten weiblichen Star des Studios aufgestiegen. Ihre Filme waren meist Routineproduktionen, die Francis als Frau präsentierten, die alle möglichen Probleme mit Tränen in den Augen übersteht. Das nicht endenwollende Leiden in ihren Filmen wurde mit einem Höchstmaß an Glamour überzogen. Ihr Erfolg beim überwiegend weiblichen Publikum basierte auf ihrer Fähigkeit, auch sentimentale und unglaubwürdige Geschichten mit Selbstbewusstsein und Integrität zu spielen. Dazu kam ihr Ruf, zu den bestangezogenen Frauen der USA zu zählen. Living on Velvet ist ein Paradebeispiel für die Art von Filmen, die aus Kay Francis einen Star der Matineevorstellungen machten, jenen Kinoaufführungen, die speziell für Hausfrauen in die Stunden des frühen Nachmittags gelegt wurden, um dem weiblichen Publikum die Gelegenheit zu verschaffen, noch vor Schulschluss und eventuellen Friseurterminen rasch ins Kino zu gehen.
Darüber hinaus ist der Film ein gutes Beispiel für Erzählkunst von Frank Borzage, dessen Spezialität sentimentale, jedoch niemals triviale Liebesgeschichten waren. Diese Qualität, die besonders in Borzages frühen Filmen wie Im siebenten Himmel, für den Janet Gaynor 1929 einen Oscar als beste Darstellerin gewann und Man’s Castle aus dem Jahr 1933 mit Spencer Tracy und Loretta Young hervortritt, ist auch in Living on Velvet präsent. Der Charakter von George Brent ist zunächst so mit seinen Schuldgefühlen und dem Drang zur Selbstzerstörung beschäftigt, dass er keine Beziehung zu seiner Frau aufbauen kann. Erst unter dem Eindruck der Gefahr des eigenen Todes bei einem Unfall vermag er die Qualität der Gefühle, die seine Frau ihm entgegenbringt, richtig zu begreifen.
Der Film ist von der Konstellation her mit seiner Schilderung von zwei einsamen Menschen, die für eine gemeinsame Zukunft kämpfen, ein typischer Frank-Borzage Film. Der Filmhistoriker Hervé Dumont fasste die Botschaft des Regisseurs wie folgt zusammen. 

„[Die Filme] schildern nichts anderes als das Aufkeimen einer Zuneigung, die Suche nach Authentizität, einen inneren Werdegang. Der Poet der liebenden Intimität ist geboren und sein Stoff gefunden: Ein Mann und eine Frau, beides scheinbar hoffnungslose Einzelgänger, Außenseiter, ja sogar Deserteure, überwinden ihre egozentrischen Triebe, um sich im Lauf mehrerer Lebensprüfungen - ob Krieg, Krankheit oder Armut - gegenseitig aufzuwerten. Sie werden gefestigt durch ihre Liebe zueinander. Eine uneingeschränkte, betont unbürgerliche Liebe, die zugleich Objekt und Subjekt von Borzages ganzer Filmographie ist und je nach Story die Zeit, den Raum, möglicherweise den Tod transzendiert.“

Der Film treibt an einer Stelle einen recht unsubtilen Scherz mit Kay Francis und deren Problemen bei der Aussprache des Buchstaben 'r', der sie bei ihr meist wie ein 'w' anhörte. Brent, der Francis auf der Party kennengelernt hat, beginnt rasch eine Konversation mit ihr und bittet sie, einfach irgendetwas zu sagen, da er ihre Stimme mag.
Sie: Thirty days hath September, Apwil.
Er: Apwil! Apwil? Hmm. I see. Repeat after me please. Say "Around the ragged rocks the ragged rascals ran".
Sie: Awound the wagged wocks the wagged wascals wan. There! You see? Now you know everything.
Daneben gibt es eine Dialogzeile, die trotz der strengen Zensurvorschriften eindeutig Bezug nimmt auf Homosexualität, als ein weiblicher Partygast zu einem anderen Gast sagt:
"Ich habe gerade ein wirklich interessantes Buch gelesen. Es heißt Quell der Einsamkeit."
Das Buch von Radclyffe Hall gilt als Klassiker der lesbischen Literatur.
Der Film war ein großer finanzieller Erfolg und die beiden Hauptdarsteller drehten unmittelbar danach erneut unter der Regie von Frank Borzage Stranded. Er kam in Österreich unter dem Titel Ehe um jeden Preis in den Verleih.

## Kritik
Die Kritiken waren wohlwollend. 
In der New York Times wurde in freundlichem Ton mitgeteilt:

„Die Darstellung von Mr. Brent ist exzellent und Miss Francis führt nicht bloß eine ganze Kollektion neuer Kleider vor (die bei den weiblichen Zuschauern auf große Zustimmung stieß), sondern zeigt besonders zu Beginn des Films ein überraschendes Talent für Komödie.“

## Kinoauswertung
Die Produktionskosten lagen bei lediglich 276.000 US-Dollar. In den USA spielte der Film 334.000 US-Dollar ein, zu denen weitere 170.000 US-Dollar aus dem Ausland kamen. Am Ende stand ein Gesamtergebnis von 504.000 US-Dollar.